# Fessenheim-le-Bas
Fessenheim-le-Bas es una localidad y  comuna francesa situada en el departamento de Bajo Rin, en la región de Alsacia. Tiene una población de 415 habitantes (según censo de 1999) y una densidad de 84 h/km².

## Demografía
| 270 | 270 | 246 | 256 | 255 | 415 |
| Para los censos de 1962 a 1999 la población legal corresponde a la población sin duplicidades (Fuente: INSEE [Consultar]) |     |     |     |     |     |